# Gläntan (monument)
Gläntan är ett monument (installation) på Esperantoplatsen som gestaltar berättelser om hbtqi+kampen i Göteborg. Monumentet är det första hbrqi+monumentet i Sverige och initierades av Göteborgs HBTQI-råd genom Charles Felix Lindbergs donationsfond och hade en budget på 1,2 miljoner kronor. Konstverket är skapat av Conny Karlsson Lundgren som vann uppdraget.

## Konstverkets utseende
Monumentet består av tre olika lager som alla är hämtade ur Göteborgs hbtqi+historia. På marken är en rosa ruta målad som motsvarar dansgolvets yta på RFSLs nattklubb Touch som låg på Esperantoplatsen på 80- och 90talen. Mittenlagret visar planlösningen för det feministiska köket i kollektivet "Högst Upp" och det översta lagret visar planlösningen för sovrummet hemma hos "Josefin" på Södra Vägen. Där möttes homosexuella män innan avkriminaliseringen 1944. Ovanpå dessa tre lager ligger tre rosa kuddar av marmor som är reproduktioner av samtida hbtqi+personers huvudkuddar. Runt monumentet löper en linje i mässing som symboliserar marschen under frigörelsehelgen i Göteborg 1981. Fem träd har också planterats runt verket för att ge känslan av en glänta.

## Invigning
Monumentet invigdes den 11 november 2023 där tal hölls av Göteborgs Konstmuseums Patrik Steorn, stades HBTQI-råds Joakim Berlin och Konsthall Cs curator Ulrika Flink.
Lina Holmberg läste dagboksanteckningar från det feministiska kollektivet Högst Upp på Erik Dahlbergsgatan 20, Eddie Mio Larsson höll ett performance och DJ Mamdouh tolkade spellistor som DJ Tage spelade på nattklubben Touch.